# Камени цвет (фонтана)
Фонтана Камени цвет се налази у центру градског парка у непосредној близини Српског дома у Сремској Митровици. Направљена је 1948. године, аутора Рускиње Ирине Непокојчицке, прве познате жене архитекте у Сремској Митровици. Водоскок је постављен на месту некадашње „царске липе”, коју је засадила Петроварадинска имовна општина 1879. године као спомен на сребрни јубилеј (пир) царског брачног пара – цара Фрање Јосифа и царица Јелисавете.
Градски парк, који је у време Војне границе служио као вежбалиште Петроварадинског пука, егзерцириште и као Paradenplatz. Претпоставља се да је парк свој данашњи препознатљив облик добио 70-тих година 19. века, након развојачења Војне крајине. Тада су у њему постављени и бели камени римски споменици који су представљали зачетак будућег лапидаријумa.

## Предања
По усменом предању прича се да је рускиња живела далеко од свог родног града, жудела и плакала за својим родним крајем. Временом је почела да побољева од велике туге. Сваког дана је била све болеснија и изгледало је да ће умрети. Једне ноћи је сањала чудан сан. Велики цвет са повијеним жалосним латицама из кога је излетела бела голубица. Голубица је проговорила: „Ја сам принцеза, ћерка цара Тиберија, постала сам камени цвет туге и тако се поистоветила са градом Сирмиумом, у жељи да добијем очеву љубав. Уместо љубави постала сам вечна туга. Твоја туга ће нестати уколико направиш камени цвет да вечно сузи. Биће то моје и твоје сузе спојене са градом и вечношћу”. Рускиња је одмах отпочела градњу цвета који је сањала.
Историја прожета митом каже следеће. Аварски посланици дођоше код цара Тиберија и тражише му да отвори капије града, а Аварски кнез Бајан им нуди заузврат пријатељство. Цар је избезумљено одговори: „Реците свом кнезу да ћу му радије дати једну од својих ћерки, којих имам две, него да својевољно предам Сирмиум“. Тада је настала изрека да Сирмиум вреди више од цареве ћерке. У палати града седела је уплакана принцеза и узнемирена кад је чула да је отац нуди Бајану. Од тада Сирмиум постаје за њу град туге и болести. Туга је било толико велика да је убрзо умрла. Њене последње мисли су биле упућене оцу, и Сирмиуму, и жељи да задобије очеву љубав, а то је једино могла ако би се поистоветила са Сирмиумом. Прича се да је бог испунио жељу младе, лепе принзезе и претворио је у камени цвет, који је постао део града. Камени цвет плаче за све становнике древног града те оставља више времена за љубав и остале радости зивота.